# اروزیل

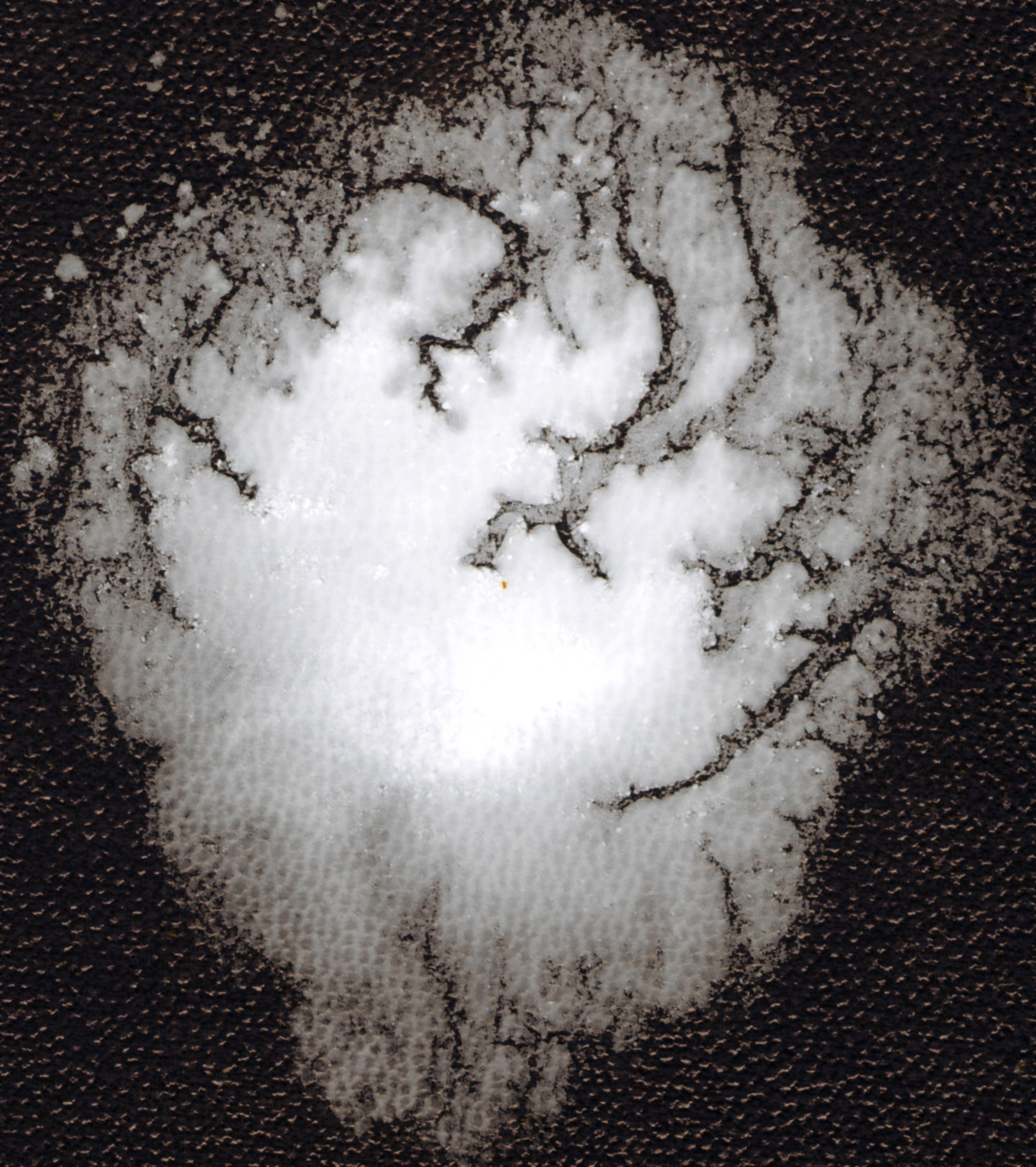

اروزیل یا فیومد سیلیکا fumed silica CAS number 112945-52-5، همچنین به عنوان سیلیس پیروژنیک شناخته می‌شود، زیرا در شعله تولید می‌شود، شامل قطرات میکروسکوپی سیلیس آمورف است که از ذرات ثانویه سه شاخه ای شکل، زنجیره ای و سه بعدی که در ذرات سوم تجمع می‌یابد تشکیل شده‌است.
در توليد نانوذرات سيليکاي پيروژنيک از واکنش يک ترکيب سيليسيم‌دار، عموماً سيليسيم‌تتراکلريد (SiCl4) ، در شعله‌ي گاز هيدروژن و اکسيژن و در دماي حدود °C1723 طبق واکنش زير ايجاد مي‌شوند:
SiCl4 + 2H2 + O2 → SiO2 + 4HCl
در سيليکاي پيروژنيک ذرات اوليه‌ معمولاً به صورت زنجيره‌هاي باز به هم پيوسته و تشکيل اگريگيت مي‌دهند، از اين رو پودر آن بسيار متخلخل و از چگالي بالک بسيار پاييني (g/l 20-50) برخوردار است.

پودر حاصل از چگالی توده بسیار کم و سطح بسیاری برخوردار است. ساختار سه بعدی آن منجر به افزایش ویسکوزیته، رفتار تیزکسروپیک در هنگام استفاده به عنوان ضخیم کننده یا تقویت کننده تقویت می‌شود.

## خواص
اروزیل دارای خاصیت ویسکوز کنندهٔ بسیار قوی است. اندازه ذرات اولیه ۵–۵۰ نانومتر است. این ذرات غیر متخلخل بوده و مساحت ۵۰ تا ۶۰۰ متر مربع در گرم دارند. چگالی ۱۶۰–۱۹۰ کیلوگرم بر متر مکعب است.

## کاربردهای اروزیل
این ماده به دلیل خواص گسترده ای که دارد در طیف گسترده ای از صنایع استفاده می شود که در ادامه به بررسی آنها می پردازیم.
چسب: در فرمولاسیون چسب های درزگیر و گریس ها از سیلیکای دودی به منظور تغلیظ و آب گریزی استفاده می کنند.
باتری های سرب اسید:  در باتری های سرب اسید برای تثبیت و بی حرکت کردن الکترولیت ها استفاده می شود.
کشاورزی:  این ماده در تهیه کود های کشاورزی به عنوان علف کش، آفت کش و قارچ کش، همچنین، از آن برای آغشته کردن بذر با باکتری های مفید استفاده می کنند.
لوازم آرایشی: از اروزیل در برخی از محصولات زیبایی و پوستی شامل خمیر دندان، محصولات ضد آفتاب، لاک ناخن، رژ لب، پودرها، کرم ها و محصولات مراقبت از پوست استفاده می کنند. در محصولات آرایشی این ماده  به جذب بهتر میکاپ به پوست کمک می کند و ظاهری مات به محصول نهایی می بخشد. این محصول غلیظ کننده کرم ها و لوسیون ها است و به دلیل خواص روشن کنندگی در لوازم آرایشی استفاده می شود.